# تپه کینی بازی
تپه کینی بازی (هـ - ۱۰۰) در شهرستان هرسین، روستای چهر واقع شده و این اثر در تاریخ ۲۴ فروردین ۱۳۸۲ با شمارهٔ ثبت ۸۱۶۵ به‌عنوان یکی از آثار ملی ایران به ثبت رسیده است.